# Helmut Newton
Helmut Newton, född Helmut Neustädter den 31 oktober 1920 i Berlin, död 23 januari 2004 i West Hollywood, Los Angeles, Kalifornien, var en tysk-australisk fotograf. Newton är känd som modefotograf och för sina svartvita, provokativa fotografier som publicerades i Vogue och andra modemagasin.

## Biografi
Newton föddes i Berlin och gick på Heinrich-von-Treitschke-Realgymnasium och den amerikanska skolan. Från 12 års ålder började han intressera sig för fotografi då han köpte sin första kamera och 1936 fick han jobb som assistent åt Yva. Den judiska familjen Newton utsattes för nazisternas terror och valde 1938 att lämna landet. Föräldrarna åkte till Sydamerika medan Helmut Newton reste till Singapore och från 1940 var han i Australien. Fram till 1942 satt han internerad men skrev sedan in sig i Australiska armén, 1946 följde namnbytet till Newton och han blev brittisk medborgare. Han påbörjade nu sin karriär som modefotograf i en studio i Melbourne. Från 1961 bodde Newton i Paris och hans verk publicerades i franska Vogue Harper's Bazaar. Newton utvecklade en stil med provokativa, erotiska fotografier i svartvitt. 
Newton var gift med fotografen June Browne från 1948.
Under den senare delen av sitt liv bodde Newton i både Monte Carlo och Los Angeles, Kalifornien där han tillbringade vintrar på Chateau Marmont Hotel, vilket han hade gjort varje år sedan 1957. Den 23 januari 2004 drabbades han av en allvarlig hjärtattack  medan han körde sin bil nedför Marmont Lane från Chateau Marmont till Sunset Boulevard. Han fördes till Cedars-Sinai Medical Center. Läkare kunde inte rädda honom och han förklarades död. Hans aska är begravd på Städtischer Friedhof Schöneberg III, Berlin.